# Sex (aktivitet)
För andra betydelser, se Sex (olika betydelser).
| Sex |
| --- |
| Teckning föreställande vaginalsex, framställd av Leonardo da Vinci. - Betydelse – sexuella handlingar som syftar till njutning - Sammanhang – ensam (onani), två eller fler (samlag), som arbete (sexarbete), utan samtycke (våldtäkt) - Praktiker – analsex, gnidsex, oralsex, smeksex, vaginalsex, i maktrelaterat rollspel (BDSM) - Hjälpmedel – erotica, fantasier, sexleksaker |

Sex är ett samlingsbegrepp för de olika sexuella praktiker som personer kan ägna sig åt. Med sex brukar menas stimulering av genitalier eller anus, men begreppet kan också stå för allt som en person gör för att uppnå sexuell njutning. Sex med sig själv benämns onani, medan samlag är sex med två eller fler personer inblandade.
Sex är oftast en form av lek, där man genom intim samvaro upplever njutningsfulla känslor. Det kan också användas negativt och destruktivt, genom att genomföras utan samtycke (se våldtäkt eller sexuella övergrepp). Själv eller tillsammans med andra kan leken och de upphetsande fantasierna stimuleras via exempelvis erotica eller sexleksaker.

## Typer av sex

### Olika varianter
Sex kan innefatta aktiviteter där en eller flera personer deltar och innefattar mycket mer än bara penetration. Sex inkluderande endast en person brukar kallas onani, medan sexuell samvaro med flera inblandade benämns samlag.
Förutom penetrativt sex inkluderas alla handlingar med sig eller andra som väcker sexuella känslor, och där kan ingå hångel, onani, kyssar och pussar, smekningar, kommunikation i text eller bild, fantiserande eller flörtande. Det gemensamma är att upphetsning eller kåthet (kättja) är målet med handlingen eller handlingarna.

### Samlag
Ett samlag kan exempelvis inkludera följande praktiker:
- Analsex är när en persons anus stimuleras av fingrar, tunga, penis eller andra verktyg.
- Gnidsex är när två eller fler personer gnider sina könsorgan mot varandra, eller när en person gnider sitt könsorgan mot en annans kropp.
- Oralsex är när en person använder sin mun för att stimulera en annans könsorgan.
- Smeksex och annat handsex där händer är inblandade.
- Vaginalsex är då en slida omsluter något (till exempel ett finger, en dildo eller en penis) eller stimuleras genom smekningar.[5]

## Historik

### Kulturer och sammanhang

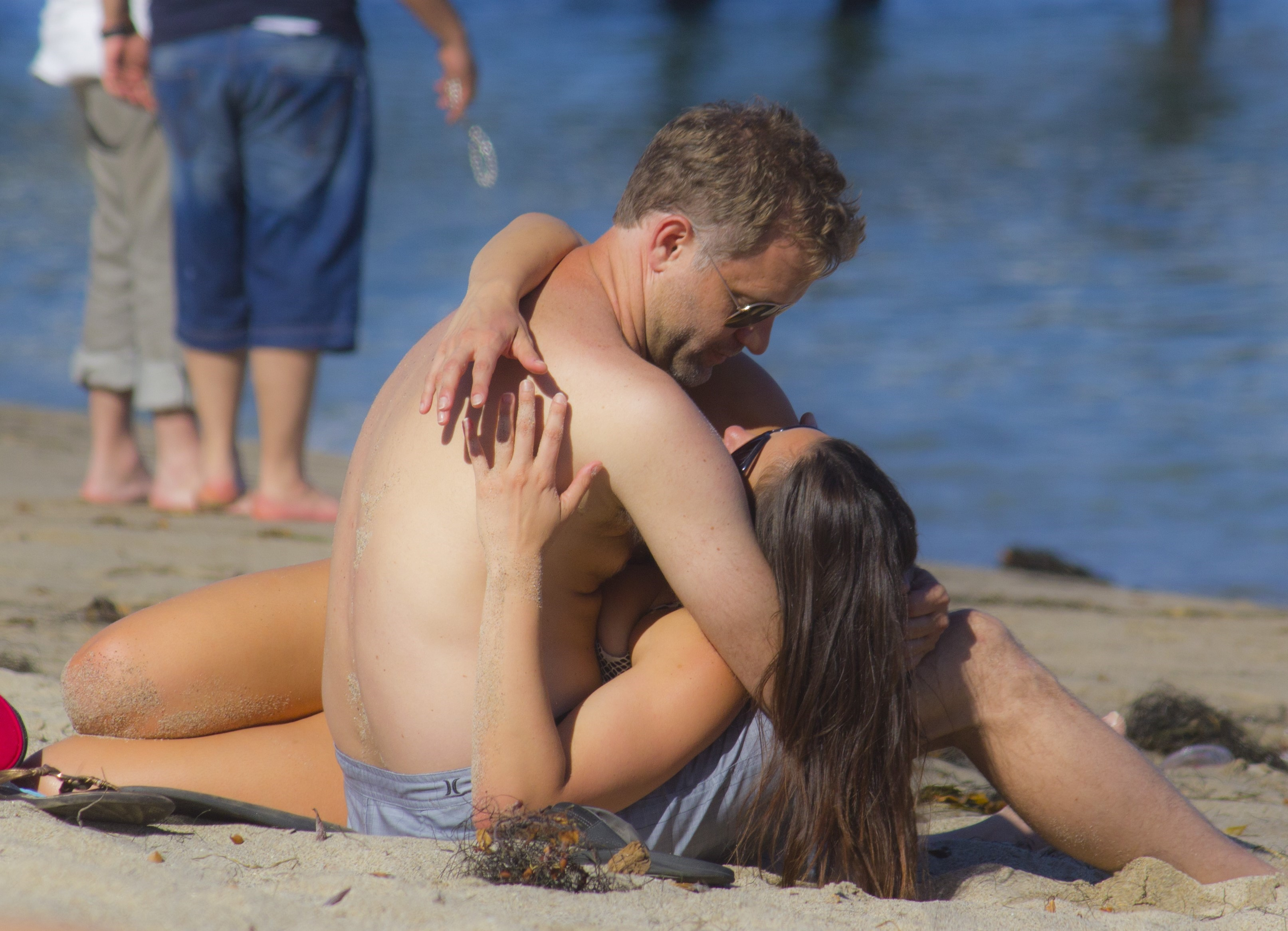
Kram, en intim handling som ofta ingår i en sexuell samvaro.

Den kulturella synen på begreppet sex har dock traditionellt handlat om penis-vaginalt sex mellan penetrerande man och penetrerad kvinna. Detta har historiskt präglat tankarna omkring vad "sexdebut" innebär och hur den genomförs. Men med ökade kunskaper och acceptans för olika sorters sexuella handlingar, kan begreppet sex vidgas och mer fungera som ett "smörgåsbord" än en enkel "måltid". I vissa kulturer har de sexuella möjligheterna även historiskt varit vida.
Vissa handlingar kan upplevas sexuella i vissa sammanhang och inte i andra. Detta gäller bland annat mer "alldagliga" sociala handlingar som kramar eller pussar; i vissa kulturer är även pussande på mun en vanlig hälsningsgest, medan samma handling är starkt sexuellt laddad i andra kulturer.

### Traditionella idéer

Gayle Rubins sexhierarki, med den inre, tjusade cirkeln (det traditionellt eftersträvansvärda) och "the outer limits" (de yttre gränserna).

Genom historien har också föreställningar kring acceptabelt eller oacceptabelt sex förändrats. Traditionellt har sex i många kristna och konservativa miljöer setts som en ritual och familjeangelägenhet, och i vissa länder är fortfarande sex utanför äktenskapet förbjudet. I Sverige kunde ingen fram till 1965 dömas för våldtäkt inom äktenskapet, vilket antyder att sex traditionellt setts som en äktenskaplig plikt och ingen frivillig lek.

### 1900-talets utveckling
Under 1900-talet har många av de tidigare tabuna kring utomäktenskapligt sex eller olika sexuella praktiker dock lättats upp, delvis som följd av ökad tillgång på preventivmedel, kvinnlig och allmän rösträtt, den sexuella revolutionen, förändrade könsroller och ett öppnare samtalsklimat kring sexuella frågor. Det tidigare motståndet mot onani, tillfälliga sexuella förbindelser och erotik i medier har minskat i bland annat den mindre konservativt och religiöst präglade västvärlden.
Synligheten för olika sexuella uttryck är dock fortfarande omgärdad av lagar, exempelvis angående skyltning mot pornografi och förbud mot sexuellt utnyttjande av barn (i Sverige och andra länder). Ojämlika könsroller och odemokratiska lagar kring individens sexuella rättigheter och förtryck mot sexuella olikheter lever dock kvar i många länder i Afrika, Asien och Latinamerika.

### I modern tid
På senare år har fokus – åtminstone i den allmänna debatten i västvärlden – allt tydligare på samtycke och frivillighet i samband med sex. Detta har skett parallellt med återkommande debatter om könsroller, genus, manligt våld och feminism. I samband med metoo-rörelsen i slutet av 2010-talet lyftes problemet med manligt våld och "toxisk manlighet", och i flera länder har lagstiftningen kring sex och samtycke förändrats (i Sverige 2018). Undersökningar har visat att en alltmer spridd konsumtion av pornografi bidragit till att sprida kunskapen och användandet av många olika sexuella praktiker – och pornografin ses bland annat för yngre generationer som tankegods för lek och experimenterande. Dess förmodade påverkan på fantasier och sexuella vanor kring makt och våld har lett till debatter och satsningar på sexualupplysning till skolungdomar.
Även ett ensidigt fokus på samtyckeskultur – där bland annat krönikörer i The New York Times definierat sex som "ett möte mellan två personers agendor" – har senare kritiserats. Den svenska debattören Liv Strömquist ser själva utsläckandet av den personliga agendan som en naturlig ingrediens i samband med sex, och hon ser ett fast band mellan fenomenen "bra sex" och "ett möte mellan två individer" som problematisk. Den brittiska författaren Katherine Angel har på samma sätt skrivit om samtyckets svårigheter.

## Anledningar
Det finns många anledningar till att ha sex, till exempel:
- Sexuell dragningskraft och lust.
- Att man befinner sig i en sexuell relation där sex används för att stärka banden.
- Viljan att föröka sig.
- Man kan ha sex för sin egen skull eller för någon annans.
- Det kan vara ett sätt att försörja sig. Se vidare prostitution, sexarbetare och pornografi.

Sexuella handlingar är positiva och oskadliga om alla inblandade gett sitt samtycke och genomför leken på ett säkert och lustfyllt sex. Målet är ofta att ge orgasm – oftast en mycket positiv fysisk känsloupplevelse – men även i övrigt ger den intima samvaron många möjligheter till njutning och positiva känslomässiga och psykologiska effekter. "Bra sex" handlar om att det ska kännas bra före, under och efter man gjort "det".

### Olika följder
Sex kan även användas negativt och destruktivt, exempelvis genom att genomföras utan samtycke och där endast en av deltagarna får ut något av stunden. Samlag utan samtycke brukar betecknas som våldtäkt, medan sexuella övergrepp är ett lite vidare begrepp. Detta är makthandlingar, uttryckta på ett sexuellt sätt och ofta förbjudna i allmän lag.
Sexuell tillfredsställelse och sexuella aktiviteter ger ofta starkt positivt resultat. De kan stärka banden mellan människor och är en av huvudorsakerna till att parförhållanden blir till, förstärks och permanentas. Parförhållandet ger sedan i sig ofta en god grund för att tryggt kunna uppfostra ett eller flera barn som kan ha blivit till genom den sexuella samvaron. Positivt gensvar i samband med sex kan bidra till att stärka en individs uppfattning om sitt eget människovärde eller duglighet, men behovet av bekräftelse kan även leda till destruktivt beteende.

## Sexuella responscykeln

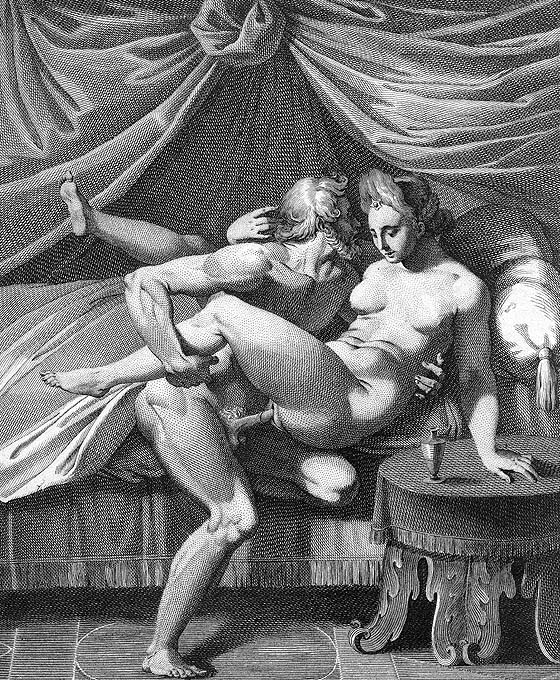
Illustration med sexuell interaktion, där mannens penis är erigerad. Detta är en fysiologisk respons till sexuell upphetsning.

De fysiologiska stadierna under sexuell stimulering är ungefärligen lika för både män och kvinnor. Det finns fyra faser:
1. Under den sexuella upphetsningsfasen spänns musklerna och blodflödet ökar i och omkring sexuella organ, hjärtrytmen och andningen tilltar och blodtrycket ökar. Hos kvinnan ökar fuktigheten hos slidan snabbt på grund av parasympatiska nervsystemet. Brösten och klitoris sväller och nedre delen av slidan utvidgas för att göra det enklare att föra in penis. Hos mannen ger det ökade blodflödet erektion av penis, pungen drar ihop sig och testiklarna lyfts upp. Gemensamt för båda könen är hudrodnad, ökad blodtryck och förhöjd puls.
2. Vid platåfasen ökar hjärtrytmen och muskelspänningarna ytterligare. Detta är den längsta fasen och som kroppen strävar efter att vara i så länge som möjligt. Det är i denna fas sexuell aktivitet sker och kroppen får starkare muskelkontraktioner. Hos kvinnan så utvidgas livmodern och sammandragningar av slidväggarna sker. Vidare börjar ofrivilliga sammandragningar av bäckenbotten. För mannen nås maximal erektionsnivå och testiklarnas vidgas och lyfts än högre upp. Hos de manliga könskörtlarna bildas vätska för att förenkla spermans passage vid ejakulation.
3. Under orgasmfasen sker urladdningar av neuromuskulär spänning. Det är denna fas som upplevs som mest njutningsbar. Orgasmen sker plötsligt vid det stadium då stimulansen är som mest intensiv. Kvinnans vagina genomgår cirka 5 - 12 sammandragningar med en sekunds intervaller. Vidare får mannen sammandragningar och penisen ejakulerar och för ut sädesvätskan. Pulsen, blodtrycket och andningsfrekvensen når sitt klimax vid orgasmfasen.
4. Under avslappningsfasen  slappnar musklerna av, blodtrycket sjunker och kroppen återgår till viloläge. Det tar ungefärligen 15 - 30 minuter innan kroppen når till fasen innan upphetsningsfasen. Mannen genomgår en refraktär period där erektion och orgasm är svår att nå och denna fas kan vara en längre tid, allt från minuter till timmar. Kvinnor har ingen sådan fas så de kan nå fler orgasmer under en kortare tidsperiod, däremot uppvisar kvinnor stora variationer hur lång tid de tidigare faserna tar innan orgasmfasen nås.